# Venado Tuerto
Venado Tuerto é uma cidade de 2ª categoria do departamento General López, ao sul da província de Santa Fé, República Argentina. 
Foi fundada em 26 de abril de 1884 por Eduardo Casey e alcançou o status de cidade em 16 de dezembro de 1935.